# Johannes Groß (Politiker)

Johannes Groß

Johannes Groß (* 22. Dezember 1879 in Oberwolfach; † 11. März 1954 in Stuttgart) war ein deutscher Politiker (Zentrum, nach dem Krieg CDU).

## Leben und Wirken
Nach dem Besuch der Volksschule erlernte Groß das Schneiderhandwerk. Ab 1900 war Groß in der schweizerischen und deutschen Arbeiterbewegung tätig. Den Schwerpunkt seiner Tätigkeit bildeten dabei Aufgaben in der Beamten und Staatsarbeiterbewegung. Als Handwerker unternahm er Reisen durch das In- und Ausland. Um sich fortzubilden, besuchte er volkswirtschaftliche Kurse.
1912 zog Groß erstmals in die Abgeordnetenkammer des Königreiches Württemberg, dem er über den Zusammenbruch der Monarchie in Deutschland im Herbst 1918, über die nächsten zwölf Jahre hinweg, bis 1924 angehören sollte.
Politisch begann Groß sich bereits im Kaiserreich in der katholisch geprägten Zentrumspartei zu betätigen. Bei der Reichstagswahl vom Mai 1924 zog er erstmals ins Parlament der Weimarer Republik ein, in der er fortan an den Wahlkreis 31 (Württemberg) vertrat. Nach seiner Wiederwahl bei der Reichstagswahl im Dezember 1924 gehörte Groß dem Parlament zunächst knapp vier Jahre lang, bis zur Wahl vom Mai 1928 an, in der er sein Mandat vorerst verlor. Bereits im November 1928 konnte er jedoch bei einer Nachwahl in den Reichstag zurückkehren, dem er nun ohne Unterbrechung bis zum November 1933 angehörte. Sein Mandat wurde in dieser Zeit viermal (im September 1930, Juli 1932, November 1932 und März 1933) bei Wahlen bestätigt. Zu den bedeutenden parlamentarischen Ereignissen, an denen Groß beteiligt war zählte unter anderem die Abstimmung über das – auch mit Groß’ Stimme verabschiedete – Ermächtigungsgesetz im März 1933.
Groß war ferner Vorsitzender und Verbandsgeschäftsführer der baden-württembergischen Landesverbandes der Gewerkschaft Deutscher Eisenbahner sowie Mitglied des Zentralvorstandes derselben Gewerkschaft. Außerdem war er lange Jahre Schriftleiter von Fachorganen.
Im Frühjahr 1933 wurde Groß auf Betreiben der Stuttgarter Kriminalpolizei auf dem Anhalter Bahnhof in Berlin festgenommen. Er blieb in der Folge bis zum 13. Juni 1933 in Haft. Im August 1944 wurde Groß – wohl im Zuge der Aktion Gitter – von der Gestapo verhaftet.
Nach dem Krieg gehörte er der Christlich Demokratischen Union (CDU) an.